# Cupa Pirinei

Cupa Pirinei a fost o competiție fotbalistică intrecluburi ce s-a disputat pe parcursul a patru ani în Perioada Antebelică. 
La această competiție articipau cluburi din regiunile sau departamentele ce includeau Munții Pirinei. Așadar au participat echipe din Aquitania, Midi-Pirinei, Languedoc (Franța) și Catalonia, Țara Bascilor (Spania).
Competiția cu caracter internațional avea să înceteze la începutul Primului Război Mondial.

## Finalele
| Ediția | Locația   | Campioana    | Vice-Campioana              | Scor |
| ------ | --------- | ------------ | --------------------------- | ---- |
| 1910   | Sète      | FC Barcelona | Real Sociedad               | 2-1  |
| 1911   | Toulouse  | FC Barcelona | Gars de Bordeos             | 4-0  |
| 1912   | Toulouse  | FC Barcelona | Stades Bordelais Univ. Club | 5-3  |
| 1913   | Barcelona | FC Barcelona | Comète Simot                | 7-2  |
| 1914   | Barcelona | FC Espanya   | FC Barcelona                | 5-2  |